# Godagumande, Bangarapet
Godagumande là một làng thuộc tehsil Bangarapet, huyện Kolar, bang Karnataka, Ấn Độ.